# Аріф Айман Ханапі
Аріф Айман бін Мохд Ханапі (малай. Arif Aiman bin Mohd Hanapi, нар. 7 січня 1998) — малайзійський футболіст, вінгер або нападник клубу Суперліги «Джохор Дарул Тазім» і національної збірної Малайзії.

## Клубна кар'єра
Вихованець клубу «Джохор Дарул Тазім». З 2020 року став виступати за основну команду, з якою виграв низку національних трофеїв.

## Міжнародна кар'єра
23 травня 2021 року Ханапі дебютував за збірну Малайзії в товариському матчі проти збірну Катару. 14 червня 2023 року реалізував пенальті проти Соломонових Островів у товариському матчі, який став його першим голом на міжнародному рівні. 20 червня 2023 року він забив чотири голи в матчі проти Папуа-Нової Гвінеї (10:0), що зробило його сьомим малазійським гравцем, який забив більше трьох голів в одному міжнародному матчі. 
Ханапі також був включений до заявки на Кубок Азії 2023 року. На груповому етапі він зіграв усі три матчі та забив гол проти Південної Кореї (3:3), але Малайзія посіла останнє місце у групі і вилетіла з турніру.

## Досягнення
- Чемпіон Малайзії: 2020, 2021, 2022, 2023, 2024-25
- Володар Кубка Футбольної асоціації Малайзії: 2022, 2023, 2024
- Володар Кубка Малайзії: 2022, 2023, 2024-25
- Володар Суперкубка Малайзії: 2020, 2021, 2022, 2023, 2024, 2025